# DragonFly BSD
DragonFly BSD és un sistema operatiu basat en BSD, desenvolupat pel projecte amb el mateix nom, del qual el director i fundador és Matt Dillon. La mascota del projecte és una libèl·lula (Dragonfly en anglès).
És un fork de FreeBSD el qual, partint del codi de FreeBSD 4.8 en juny de 2003, busca distanciar-se un poc dels altres sistemes operatius similars a Unix. L'objectiu inicial del projecte fou reescriure tota la gestió de concurrència, SMP i la majoria dels subsistemes del nucli.
Una de les seues característiques és que posseïx un instal·lador propi, i adaptat per altres distribucions BSD, anomenat BSD Installer.